# Hildegarda Burgundska
Gospa Hildegarda (? – 1104.) bila je francuska plemkinja, poznata kao vojvotkinja Gaskonje i Akvitanije.
Hildegarda, kći Roberta I. Burgundskoga i njegove druge supruge Ermengarde, udala se za akvitanskog vojvodu Vilima VIII. – bio je to Vilimov treći brak. Par je dobio barem dvoje djece: Agnezu i Vilima IX., koji je bio očev nasljednik. 
Crkva je isprva Hildegardinu djecu smatrala izvanbračnom zbog bliskog srodstva roditelja; Vilim VIII. posjetio je Rim kako bi zatražio dozvolu za brak.